# Tyrosinemie
Tyrosinemie is een meestal aangeboren stofwisselingsziekte waarbij het lichaam het aminozuur tyrosine onvoldoende kan afbreken, waardoor het zich in het bloed kan ophopen tot toxische concentraties. Symptomen zijn lever- en nierstoornissen en een verstandelijke beperking. Onbehandeld kan tyrosinemie dodelijk zijn. De meeste aangeboren vormen van tyrosinemie veroorzaken hypertyrosinemie (hoge niveaus van tyrosine).
Alle typen van tyrosinemie zijn het gevolg van mutaties van verschillende genen die autosomaal recessief worden overgeërfd. Deze genen coderen voor katabole fenylalanine- en tyrosinestofwisselingsroutes. Er zijn drie typen tyrosinemie, elk met kenmerkende symptomen en elk veroorzaakt door een tekort aan een ander enzym.

## Behandeling
De behandeling van tyrosinemie varieert afhankelijk van het type. Een eiwitarm dieet is een veel voorkomende behandeling van tyrosinemie. Recente onderzoeken met het medicijn nitisinon hebben aangetoond dat tyrosinemie I effectief bestreden kan worden. Nitisinon is een 4-hydroxyfenylpyruvaat dioxygenaseremmer die gebruikt wordt voor de behandeling van erfelijke tyrosinemie I in combinatie met een dieetrestrictie van tyrosine en fenylalanine. Levertransplantatie is een alternatief voor patiënten met tyrosinemie type I die niet reageren op nitisinone, evenals patiënten met acute leverfalen en hepatomen.